# لورا لونجو
لورا لونجو (بالإيطالية: Laura Longo)‏ هي نبالة إيطالية، ولدت في 22 أغسطس 1988 في إيطاليا.

## وصلات خارجية
- لورا لونجو على موقع الاتحاد الدولي للرماية بالسهام (الإنجليزية)